# Смит, Винсент Артур
Винсент Артур Смит (англ. Vincent Arthur Smith; 3 июня 1843 года, Дублин — 6 февраля 1920, Оксфорд) — ирландский индолог и историк искусства XIX—XX веков.

## Биография
Родился 3 июня 1843 года в Дублине, который тогда входил в состав Соединённого Королевства Великобритании и Ирландии. Его отцом был антиквар-доктор Акилла Смит, хорошо известный в медицинских и нумизматических кругах Дублина и Лондона.
В 1871 году окончил Тринити-колледж в Дублине, сдал экзамен для поступения на государственную службу в Индии. В том же году Смит поступил на службу в северо-западных провинциях Индии и женился. Он занимал должности в администрации, в налоговой службе и в суде, затем в 1898 году был назначен комиссаром (главой администрации) Горакхпура.

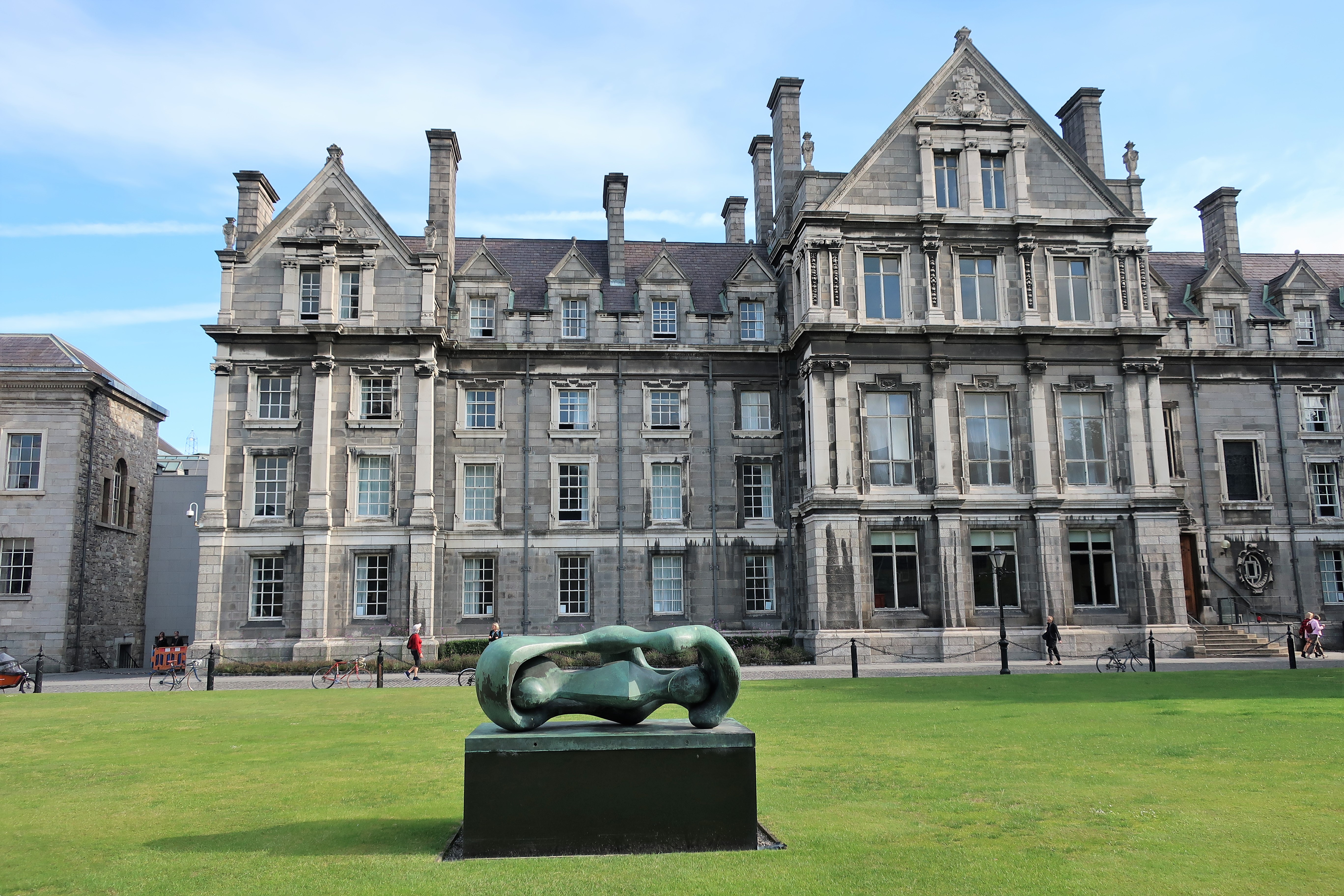
Тринити-колледж (Дублин)

В период своей деятельности в геодезической и кадастровой службе Смит заинтересовался археологией и историей Индии. В 1889—1893 годах появились его статьи о чеканке монет периода Гупта и о находках греко-римских монет. Чтобы иметь возможность спокойно посвятить себя исследованиям, в 1900 году он вышел на пенсию.

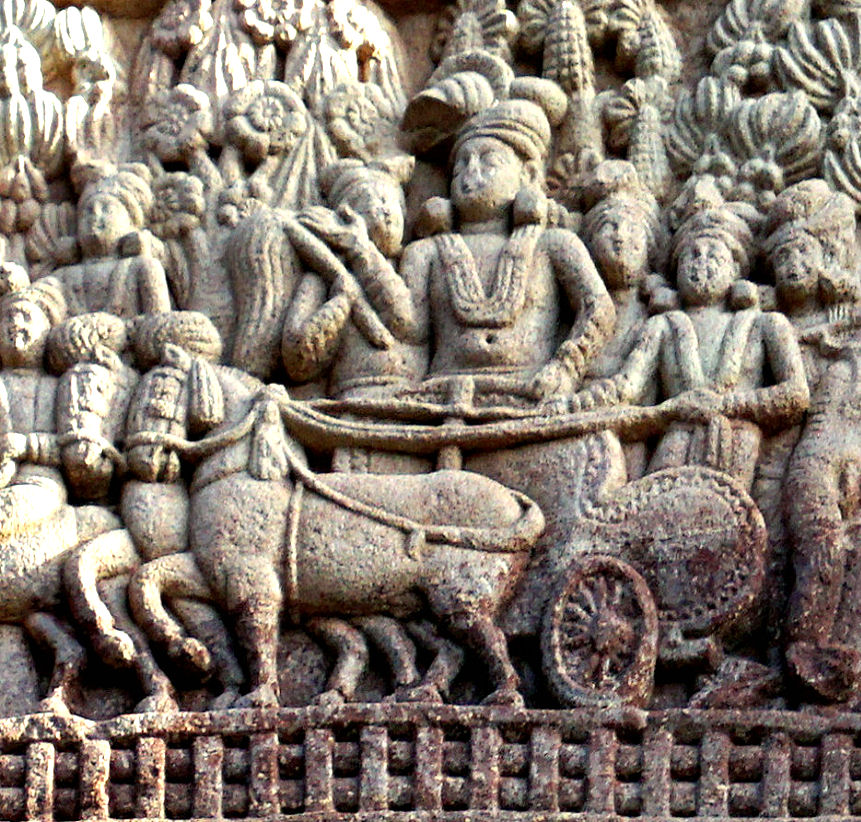
Индийский царь Ашока

К 1910 году Смит поселился в Оксфорде, где начал работать в Колледже Святого Иоанна — был назначен куратором Индийского института.
Он написал работы об Ашоке, первом буддийском царе Индии (1901 г.) и великом правителе Акбаре I (1917 г.), а также исследования по ранней истории Индии (Early History of India, 1904), а также обзоры истории искусства (History of Fine Art в Индии и на Цейлоне, 1911 г.). Его «Оксфордская история Индии» (первое издание, 1919 г.) с древнейших времен до 1911 г. (второе издание — 1923 г.) считалось незаменимым трудом, пока не было опубликовано новое издание 1958 года.
Смит был убежден в необходимости доброжелательного деспотизма ради преодоления политической раздробленности субконтинента. Он также был автором фразы «Единство в разнообразии». Смит имел в виду только культурное единство в рамках индуистского сообщества.
Смит был кавалером ордена Индийской империи.
1919 году Дублинским университетом был удостоен докторской степени.
Умер в Оксфорде 6 февраля 1920 года.